# Communauté de communes Terres d'Armagnac
La communauté de communes Terres d'Armagnac est une ancienne communauté de communes française, située dans le département du Gers.

## Historique
Communauté de communes Terres d'Armagnac a été intégrée le 1er janvier 2009 à la communauté de communes Armagnac-Adour.

## Composition
Elle est composée des communes suivantes :
1. Aignan
2. Avéron-Bergelle
3. Bouzon-Gellenave
4. Castelnavet
5. Fustérouau
6. Loussous-Débat
7. Margouët-Meymes
8. Pouydraguin
9. Sabazan
10. Termes-d'Armagnac

## Sources
- Le SPLAF (Site sur la Population et les Limites Administratives de la France)
- La base ASPIC